# Condado de Taney
O Condado de Taney é um dos 114 condados do Estado americano de Missouri. A sede do condado é Forsyth, e sua maior cidade é Forsyth. O condado possui uma área de 1 687 km² (dos quais 50 km² estão cobertos por água), uma população de 39 703 habitantes, e uma densidade populacional de 24 hab/km² (segundo o censo nacional de 2000). O condado foi fundado em 1837.